# Colom plumbi
El colom plumbi (Patagioenas plumbea) és una espècie d'ocell de la família dels colúmbids (Columbidae) que habita la selva humida i zones boscoses d'Amèrica del Sud, a Colòmbia, oest i sud de Veneçuela, Guaiana, oest i est de l'Equador, est del Perú, nord i est de Bolívia, Amazònia i est i sud del Brasil i nord del Paraguai.